# Trachythyone maxima
Trachythyone maxima is een zeekomkommer uit de familie Cucumariidae.
De wetenschappelijke naam van de soort werd in 1992 gepubliceerd door C. Massin.